# Alice Cogswell
Alice Cogswell est née le 31 août 1805 dans le Connecticut aux États-Unis et morte le 30 décembre 1830 à Hartford, dans le même état. Alice tient un rôle important dans la communauté sourde américaine et mondiale. Grâce à Alice et sa famille, Thomas Hopkins Gallaudet et Laurent Clerc importent la langue des signes aux États-Unis qui deviendra la langue des signes américaine.

## Biographie

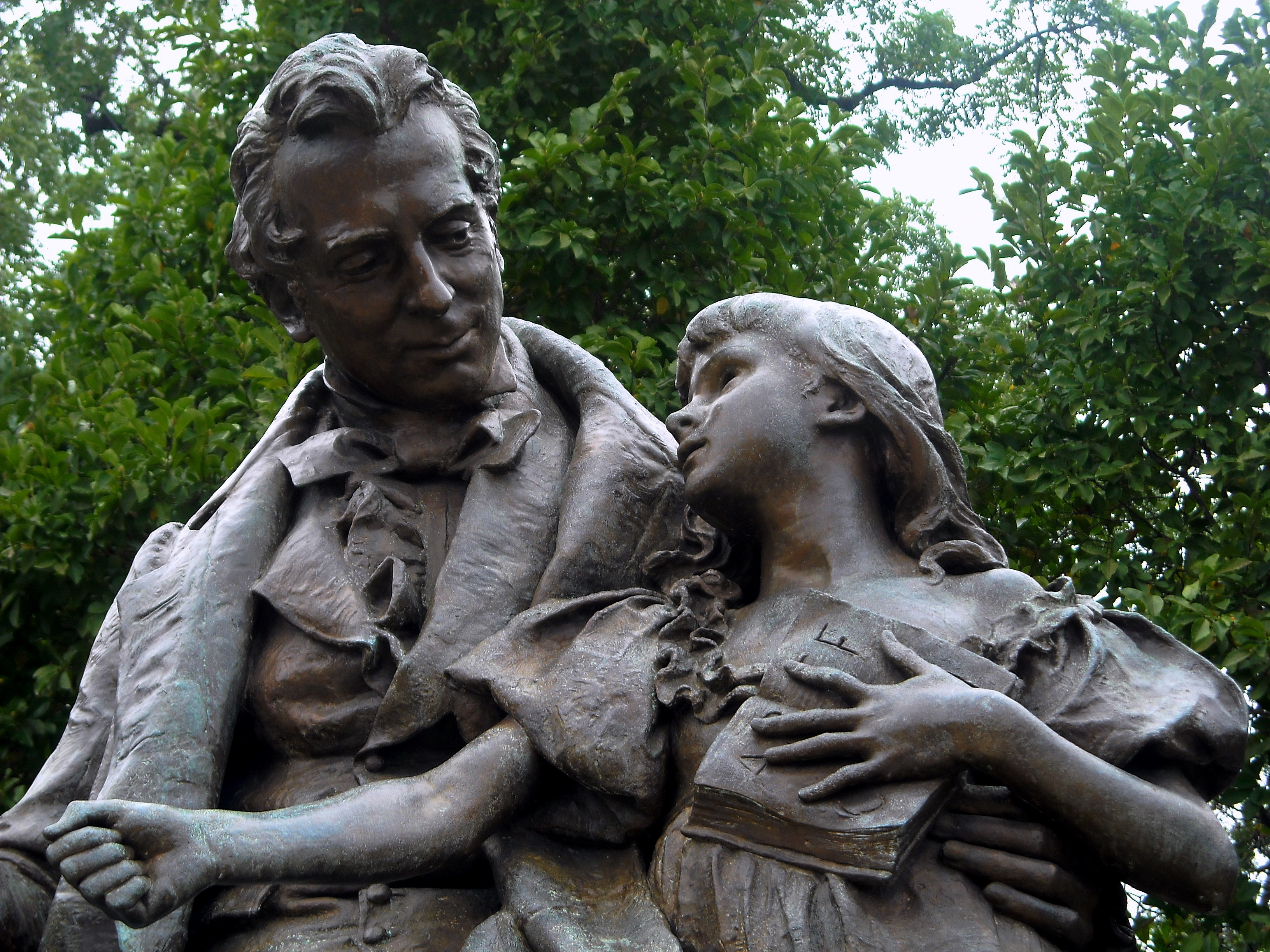
Statue de Thomas Hopkins Gallaudet et Alice Cogswell, Université Gallaudet, Washington, (1889)

Alice, née entendante le 21 août 1805, est la troisième fille du chirurgien Mason Fitch Cogswell et Mary Austin Cogswell. À l'âge de deux ans, elle est victime d'une maladie cérébro-spinal, appelée la méningite, qui provoque la perte de l'audition. Devenue sourde, sa mère et surtout son père sont préoccupés par l'éducation de leur fille car à cette époque, il n'existe pas d'école pour les sourds aux États-Unis. De 1813 à 1817, Alice étudie à l'école avec ses sœurs entendantes où elle réussit à écrire quelques mots.
 La famille Cogswell compte dans son voisinage, la famille Gallaudet. Un jour de 1814, Thomas Hopkins Gallaudet, alors âgé de 27 ans, se rend chez ses parents et aperçoit Alice jouant avec l'un de ses jeunes frères. Après avoir constaté qu'elle était sourde, Thomas tente de lui apprendre quelques mots en écrivant et dessinant sur la terre. Après quelques rumeurs en Europe sur l'éducation des sourds, Mason Cogswell demande à Thomas d'aller se renseigner en Europe et il en accepte.  Il se sépare Alice et le continent de l'Amérique pendant 15 mois.
 
Thomas est revenu aux États-Unis en accompagnant le français sourd très connu actuellement: Laurent Clerc, un professeur à Paris, à l'école français. En 15 avril 1817, ils ouvrent la première école aux États-Unis: l'École américaine pour les sourds, et Alice est un des sept premiers sourds. En 1824, elle reçoit son diplôme. Alice Cogswell est décédée à l'âge de vingt-cinq ans le 30 décembre 1830, seulement après treize jours de décès de son père Mason Fitch Cogswell le 17 décembre 1830.

## Alice et la culture sourde
Alice Cogswell est connue aujourd'hui comme une figure marquante de l'histoire de la culture des sourds, ce qui représente une avancée extraordinaire dans l'éducation des sourds, surtout aux États-Unis.